# Tim Renwick
Tim Renwick (Cambridge, 7 d'agost de 1949) és un músic britànic. Conegut per tocar en les bandes d'acompanyament d'artistes com Elton John, Alan Parsons, Pink Floyd i Roger Waters. Va ser membre de la banda Junior's Eyes, que va tocar al costat de David Bowie, Quiver, Mike and The Mechanics i la famosa Sutherland Brothers. Va col·laborar també com a guitarrista en el tribut a John Lennon de 1990, deu anys després de la seva mort. Des de 1988 és la segona guitarra en el grup de rock progressiu Pink Floyd, quan fou convidat pel seu amic David Gilmour. Apareix en el tema Poles Apart de l'àlbum The Division Bell. Com a solista cal destacar els temes Members of the Hard School de l'àlbum Tim Renwick de 1980 i Crazy for You Love editat com a single de l'àlbum anterior. Va participar en el concert benèfic per a Àfrica Live 8, com a segon guitarrista en el retrobament de Pink Floyd amb Roger Waters.

## Discos en solitari
- Tim Renwick (1980,CBS)